# ناحیه ولی، شهرستان آرمسترانگ، پنسیلوانیا
ناحیه ولی، شهرستان آرمسترانگ، پنسیلوانیا (به انگلیسی: Valley Township, Armstrong County, Pennsylvania) یک سکونتگاه مسکونی در ایالات متحده آمریکا است که در شهرستان آرمسترانگ، پنسیلوانیا واقع شده‌است.

## خصوصیات
ناحیه ولی ۳۸٫۲ کیلومترمربع مساحت و ۶۵۶ نفر جمعیت دارد.